# Mộ Đạo
Mộ Đạo là một xã thuộc thị xã Quế Võ, tỉnh Bắc Ninh, Việt Nam.
Xã Mộ Đạo có diện tích 5,05 km², dân số năm 1999 là 4217 người, mật độ dân số đạt 835 người/km².